# Rieducazione posturale globale
La rieducazione posturale globale (RPG) è una tecnica di terapia manuale utilizzata dal fisioterapista per la cura conservativa e non cruenta dei disturbi muscolo-scheletrici, sviluppata da Philippe Souchard.

## Principi teorici
Alla base della rieducazione posturale globale c'è la teoria delle catene muscolari, definite come le macro unità funzionali che raggruppano diverse strutture (muscolari, tendinee, ligamentose e fasciali) e sono caratterizzate da azioni e funzioni motorie comuni e/o sinergiche.
La tecnica prevede una specifica metodica di valutazione del paziente strettamente legata al trattamento riabilitativo.

## Indicazioni
Questa tecnica, studiata per l'applicazione in patologie della colonna vertebrale, tra cui le scoliosi, il dolore lombare cronico, e nello sviluppo della muscolatura toraco-addominale, permette di ottenere un riequilibrio funzionale dell'apparato muscolo scheletrico portando la postura del soggetto alla naturale fisiologia. Tuttavia tale tecnica è ancora oggetto di studio  e sono presenti critiche alla reale efficacia del metodo, basate soprattutto sulla qualità degli studi condotti.